# Manfred Deix

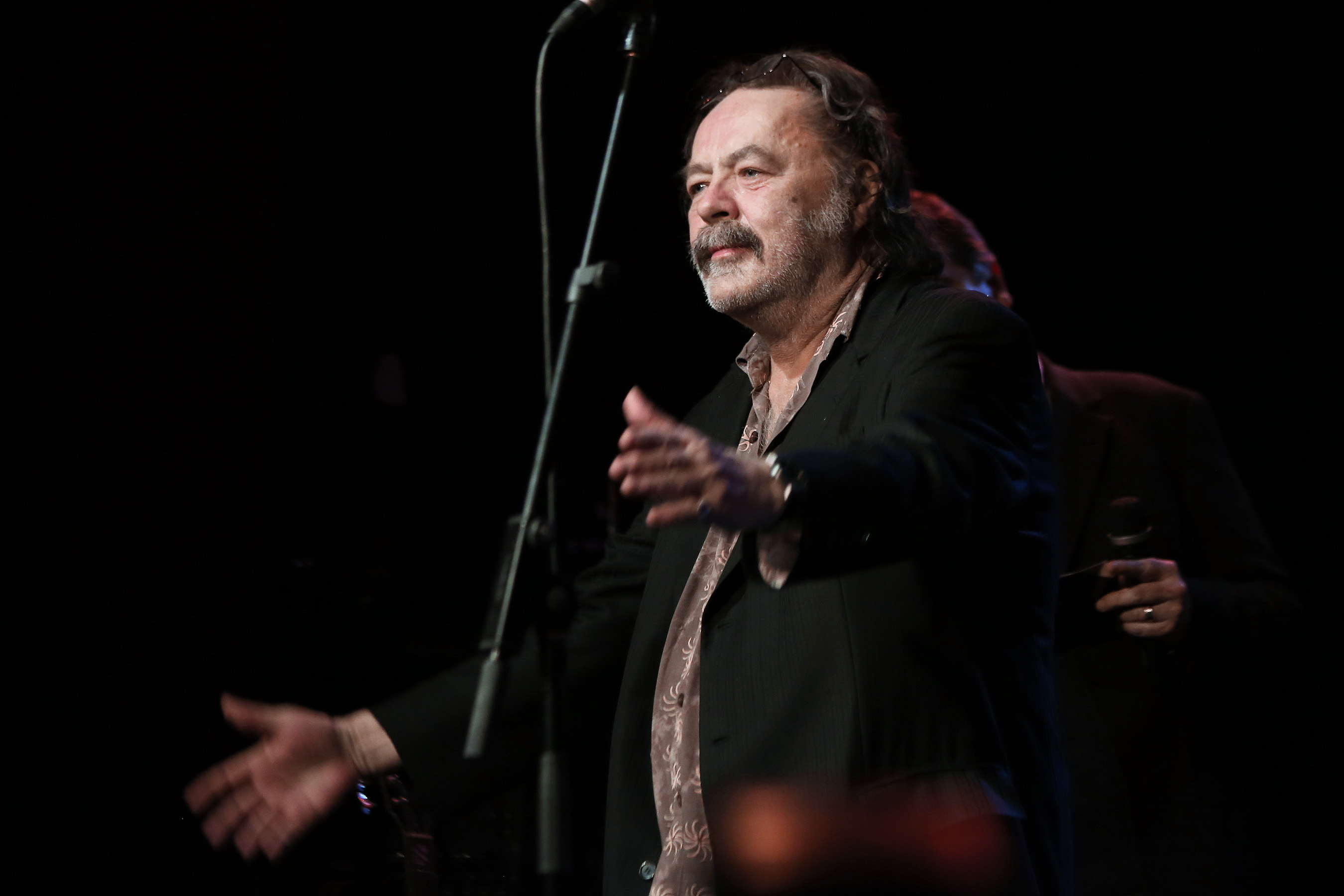
Manfred Deix (2012)

Manfred Deix (* 22. Februar 1949 in St. Pölten, Niederösterreich; † 25. Juni 2016 in Weidling) war ein österreichischer Karikaturist, Grafiker und Cartoonist. Deix betätigte sich auch als Musiker und Krimiautor.

## Leben
Geboren als zweites Kind von Johanna (1920–2015) und Franz Deix im niederösterreichischen St. Pölten, wuchs Deix dort und später in Böheimkirchen auf, wohin seine Eltern übersiedelten, um dort das von ihnen gepachtete Gasthaus Zur blauen Weintraube zu betreiben. Nach dem Willen der Eltern sollte er Wirt, Fleischhauer oder Fliesenleger werden. Ab 1955 besuchte er die Daniel-Gran-Volksschule, danach für ein Jahr die Hauptschule und dann von 1960 bis 1965 das Bundesrealgymnasium in St. Pölten. 1965 immatrikulierte er sich in Wien an der Höheren Graphischen Lehr- und Versuchsanstalt, die er u. a. gemeinsam mit Gottfried Helnwein, Josef Bramer und Bernhard Paul besuchte. Die Ausbildung endete wegen „Schulschwänzen“ (Deix) nach zweieinhalb Jahren vorzeitig durch einen Schulverweis. Daraufhin schrieb er sich 1968 an der Akademie der Bildenden Künste in Wien ein. Das Kunststudium brach er 1975 nach 14 Semestern ohne Abschluss ab.

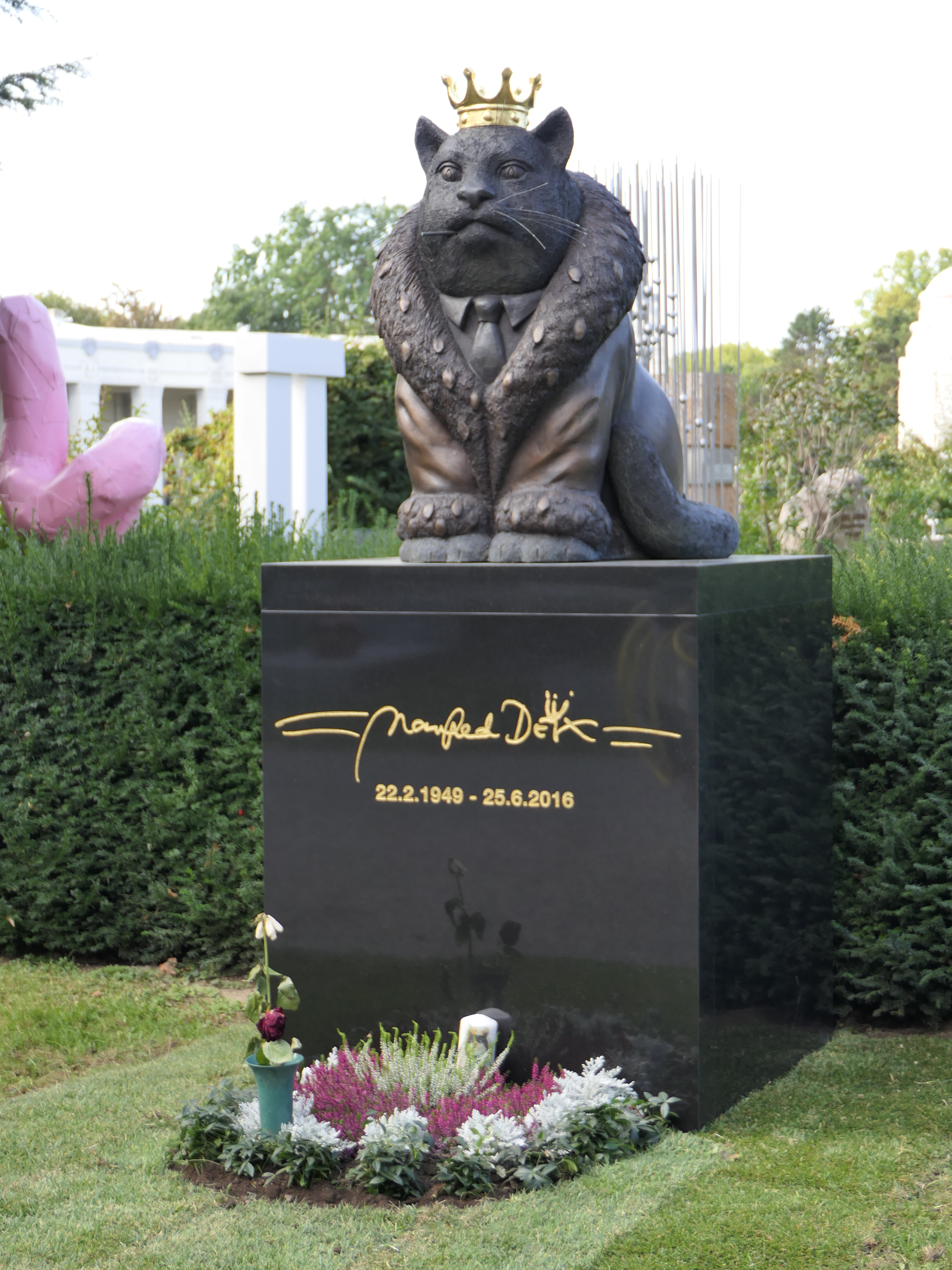
Grabstätte von Manfred Deix mit einer Statue seiner Figur Katzenkönig

Deix’ Vater hatte einen Arm im Zweiten Weltkrieg „in Russland zurückgelassen“. Im Rückblick sagte Deix 2002, dass Kriegsinvaliden für ihn etwas „Alltägliches waren“ und er „mit 2, 3 Jahren andere Väter mit zwei Armen für missgebildet“ hielt. „Ich war dann härter im Umgang mit Kriegsveteranen, die von dieser Sache (Anm. dem Krieg) nach wie vor schwärmen … die verspotte ich gnadenlos … die Kameradschaftsbündler, … die ich gesehen hab“.
1984 heiratete Deix seine langjährige Freundin Marietta in Las Vegas. Im Zuge dieses USA-Aufenthaltes kam es in Los Angeles zu einem ersten persönlichen Kontakt mit den von ihm sehr geschätzten Beach Boys. 1995 erschien seine CD Musik aus Ameriga mit von ihm getexteten und gesungenen Coverversionen der Beach Boys im Wiener Dialekt (Deix & die Good Vibrations Band, mit Lukas Resetarits als Gastsänger, zum Austropop gerechnet). 1985 wurde Deix in der ORF-TV-Sendung Ohne Maulkorb porträtiert.
Im selben Jahr entstanden persönliche Kontakte zu den Titanic-Zeichnern Hans Traxler, Chlodwig Poth, F. K. Waechter und Robert Gernhardt. Das 1987 von Peter Hajek im Auftrag von ORF und ZDF gedrehte 45-minütige TV-Filmporträt Küß die Hand, Österreich – Manfred Deix und seine Bilder wurde 1988 bei der Berlinale vorgestellt und anschließend von vielen europäischen Fernsehanstalten ausgestrahlt. 1988 erlitt Deix – nicht zuletzt aufgrund seines exzessiven Lebenswandels („ich arbeite, zeichne, rauche, saufe“) – einen Lungeninfarkt und übersiedelte nach dem Klinikaufenthalt nach Klosterneuburg-Weidling. Dort lebte er mit seiner Frau und vielen Katzen (zeitweise waren es etwa 80 Tiere). Sieben Jahre später folgte ein weiterer, diesmal alkoholbedingter Zusammenbruch, der den Zeichner veranlasste, eine „brave Phase bis heute …“ einzulegen. Billy Wilder bekannte sich 1989 als Deix-Fan und schrieb das Vorwort zum fünften Deix-Buch Augenschmaus. Bono, Frontman von U2, verglich 1993 in einem Interview die Texte seiner Band mit den Bildern von Deix. 2001 begegnete Deix in seiner Kremser Dauerausstellung seinem Vorbild Robert Crumb.
Am 22. Februar 2009 wurde im Karikaturmuseum Krems mit einem großen Festakt sein 60. Geburtstag gefeiert. In diesem Rahmen wurde ihm eine Sonderausstellung gewidmet und das Buch Der goldene Deix präsentiert.
Der politisch engagierte Mensch, der sich auch für Tierschutz und 2009 bis 2010 für die Tierrechtspartei einsetzte, erlitt im Herbst 2014 einen Lungeninfarkt, dem ein mehrmonatiger Krankenhausaufenthalt folgte; als ehemaliger Kettenraucher stellte er seinen Zigarettenkonsum danach auf E-Zigaretten um. Nach schwerer Krankheit starb Deix am 25. Juni 2016. Er wurde am 8. Juli 2016 in einem Ehrengrab auf dem Wiener Zentralfriedhof (Gruppe 33G, Nummer 10) bestattet.
Manfred Deix’ jüngerer Bruder Christian Deix ist Musiker, Komponist, Schauspieler, Autor, Musikproduzent und Sprecher.

## Werk
Bereits als Sechsjähriger erregte Deix durch „erste Verkäufe von Nackertzeichnungen an die aufgeweckteren Mitschüler (Stückpreis 10–15 Groschen)“ Aufsehen, wie er selbst schrieb. Mit neun malte er ein erotisches Daumenkino aus 100 Zeichnungen einer Frau, die sich auszieht. „Das Höschen hat sie anbehalten,“ erzählte er später, „weil ich nicht wusste, wie es darunter aussieht.“
Als er mit elf an einem Zeichenwettbewerb des ORF teilnahm, wurde er mit der Begründung „Wir wollen Zeichnungen von Kindern, aber nicht von Erwachsenen und Profis“ disqualifiziert. Deix hatte sein Bild zum Thema „Der Rattenfänger von Korneuburg“ eingeschickt. Bemerkenswerterweise war es sein Religionslehrer, der ihm 1960 – trotz der immer anstößiger werdenden Bilder – die Chance gab, erste Cartoons in der wöchentlichen Niederösterreichischen Kirchenzeitung zu veröffentlichen.
Für 52 seiner 4-Bilder-Comicstrips in diesem Jahr – über zwei deutsche Pfadfinder, die in Afrika einen Araber-Buben befreien, der zuletzt in Europa sagt: „Ich möchte Priester werden“ – erhielt Deix 1000 Schilling Honorar. Zunächst ließ er seine Blätter von seiner Freundin Marietta auf dem Flohmarkt verkaufen, ab 1972 veröffentlichte er in den Magazinen Profil, Trend und Economy. Ab 1978 folgten auch Titelblätter und Zeichnungen für Stern, Spiegel, Pardon, und Titanic. Für die Zigarettenmarke Casablanca zeichnete er Werbeplakate.
1987 gestaltete er ein Bühnenbild für Bertolt Brechts Arturo Ui am Wiener Burgtheater und die Fassade des „Palastes der Winde“ für André Heller. Unter der Regie von Peter Hajek entstand 1988 das Fernsehfilmporträt Küss die Hand Österreich – Manfred Deix, das vom ORF, SRG SSR, ZDF und von 3sat gesendet wurde. 1987 bot die Hamburger Fachhochschule für Gestaltung Deix eine Professur an. 
Von 1992 bis März 2015 veröffentlichte Deix jede Woche einen Cartoon im Nachrichtenmagazin News. 1997 stand Deix in dem Film Blutrausch unter der Regie von Thomas Roth vor der Kamera. Beim Wiener Donauinselfest stand er 1999 mit den Beach Boys live auf der Bühne.
Der Animationsfilm Rotzbub basierend auf dem Figurenkosmos von Manfred Deix wurde 2021 zum Festival d’Animation Annecy in den Wettbewerb eingeladen.

## Signatur
In seiner Signatur in Blockschrift trägt das „I“ statt eines i-Punkts eine auf ihren drei Zacken Steine tragende Krone. In einem Interview 2009 erläuterte Deix dem Magazin Profil, dass seine Bilder früher denen von Gerhard Haderer ähnelten und auch die Signaturen in Blockschrift und Größe, weshalb er zur Unterscheidung und als Gag auf das Krönchen gekommen sei.

## Arbeitsweise und Stil
Als Grafiker arbeitete Deix vorzugsweise in Aquarell. Die Wahl feiner gestalterischer Mittel wurde dabei kontrastiert durch Bildinhalte, die in Themenwahl und Deutlichkeit oft Tabugrenzen überschritten. Dabei waren die Werke allerdings stets getragen von einem hohen moralischen Impetus, da Ironie und Sarkasmus stets im Dienste der Gesellschaftskritik oder der Aufdeckung institutionellen oder persönlichen Fehlverhaltens standen.
Zielscheibe des teilweise ätzenden Spottes waren zum einen österreichische, aber auch internationale Politiker sowie zum anderen das gemeine Volk, „ein grelles Gesamtfritzeltum, ausgeliefert einem unstillbaren Verlangen nach ‚Göd‘ (Geld) und ‚Schnackseln‘“. Besonders hart attackierte er den österreichischen Rechtspopulisten Jörg Haider. Darstellungen Haiders u. a. als Kampfhund, Hannibal Lecter oder Tiger (siehe Der Dicke Deix, Seiten 112, 212, 249) führten zu diversen Klagen Haiders. Ebenfalls augenfällig sind Deix’ Volks-Darstellungen: Zechgelage, (Kinder-)Pornokonsumenten oder sich sexuell betätigende Kleriker wurden zum Thema seiner Satire. Gleichzeitig praktizierte Deix große Volksnähe, die ihm erlaubte, den von ihm reklamierten „liebevollen Blick auf die Österreicher“ aus einer Haltung der Empathie heraus zu entwickeln und sich selbst als Gegenstand der Ironisierung nicht auszusparen. Selbstporträtierungen und Autobiografisches waren daher nicht weniger ironisch-sarkastisch als andere Arbeiten.
Zahlreiche Karikaturen Deix’ sind mit von ihm selbst verfassten Texten versehen, welche häufig die Form durchaus eigenständiger Gedichte haben. Analog zur Kontrastierung zwischen feinen Gestaltungsmitteln und explizit Dargestelltem im Grafischen verwendete er im Text einen witzigen, mitunter fast kindlichen Ton, dem in der Wortwahl die explizite Benennung von Sexualpraktiken, Fäkalien und Vulgärausdrücken entgegengestellt werden.
Aufgrund seines provozierenden Stils und der – oft auch kirchenkritischen – Inhalte sind die Arbeiten Deix’ durchaus umstritten, werden aber auch gerade wegen dieser Eigenschaften hoch geschätzt. Seitens der Kunstkritik war Deix zum Zeitpunkt seines Todes anerkannt; viele seiner Karikaturen sind Klassiker und gelten als stilprägend. Dabei hat sich in Österreich sogar sein Name als Synonym für einen bestimmten Menschentyp eingebürgert, der in Verhalten und Aussehen an seine Karikaturen erinnert: die „Deixfigur“, auch im Duden und im Österreichischen Wörterbuch erwähnt.
2001 eröffnete das nach einem Entwurf von Gustav Peichl erbaute Karikaturmuseum Krems. Es zeigt eine Dauerausstellung mit etwa 250 Exponaten aus Deix’ Werk (aktueller Titel seit Neueröffnung 2006: „Deix in the city“, davor von 2001 bis 2005 „Die Welt des Manfred Deix“).

## Ausstellungen
- 2023: "Der Katzenkönig". Schloss Tabor. (16. September 2023 bis 22. Februar 2024)
- 2024: "I Love Deix": 75 Jahre Manfred Deix. Karikaturmuseum Krems. (17. Februar 2024 bis 2. Februar 2025)

## Auszeichnungen

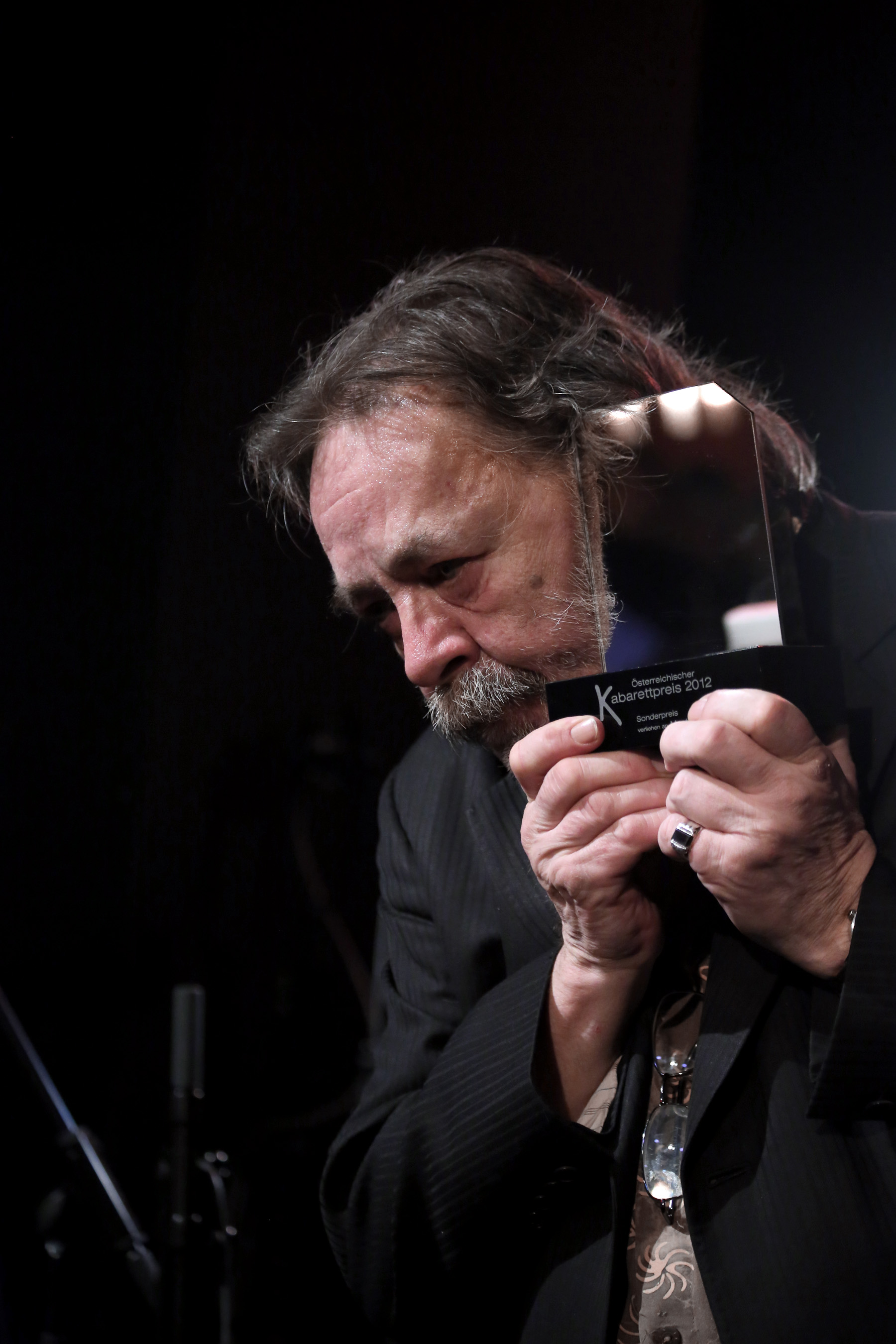
Deix mit dem Österreichischen Kabarettpreis 2012

- 1988: Verleihung des Nestroy-Ringes der Stadt Wien
- 1997: Goldener Pressepreis in der Schweiz für die Kampagne »Mezzo-Mix«
- 2000: Kulturpreis der Stadt Klosterneuburg
- 2005: Goldenes Verdienstzeichen des Landes Wien
- 2006: Buchpreis der Wiener Wirtschaft (Dotierung 8000 Euro)
- 2009: Berufstitel Professor (Prof.)
- 2009: Goldenes Ehrenzeichen für Verdienste um das Bundesland Niederösterreich
- 2012: Österreichischer Kabarettpreis (Sonderpreis)

## Werke/Veröffentlichungen
- 1973: Klappe, Mr. President, "Neue Freie Presse", Wien. Ein Comic in 15 Tableaus/5 Fortsetzungen, nach einem Roman von Wolfgang Kudrnofsky.
- 1980: Cartoons, ausgewählte Arbeiten von 1976–1980, Wirtschafts-Trend-Zeitschriftenverlagsgesellschaft, Wien, DNB 997238062.
- 1983: Cartoons de Luxe. Orac, Wien, ISBN 3-85368-946-9.
- 1985: Satiren aus Wien. Zweitausendeins, Frankfurt am Main, ISBN 3-85368-946-9.
- 1985: Mein böser Blick. Orac, Wien.
- 1986: Mein Tagebuch, Jugend & Volk-Verlag
- 1989: Augenschmaus. Diogenes, Zürich
- 1991: Der Männer-Report. Mit einem Vorwort von Thomas Gottschalk, Diogenes, Zürich
- 1993: Küss' die Hand
- 1993: Geisterfahrer. Diogenes-Verlag
- 1993: Musikvideo mit Manfred Deix und der Popgruppe »Espresso«
- 1994: Musik-CD »Manfred Deix Best of Vol.1«
- 1995: Deix am Sonntag. Diogenes-Verlag
- 1995: Musik aus Ameriga – Deix & The Good Vibrations Band (Beach Boys Coverversionen, AT: Gold)[18]
- 1998: Das neue Deixbuch. Libro, Wien
- 1999: Gestaltung von 14 Bildern auf 1600 m² Fassadenfläche des Grazer Rathauses
- 2000: Ausstellung »Good Vibrations«, Kunsthaus Wien
- 2002: Illustrierte Gedichte. Zweitausendeins, Frankfurt am Main ISBN 3-86150-456-1.
- 2003: Die Welt des Manfred Deix. ISBN 3-902407-01-8.
- 2004: Der dicke Deix. Ueberreuter, Wien, ISBN 3-8000-7059-6.
- 2005: Deix in the City. ISBN 3-902407-03-4.
- 2006: Deix in the City. CD-ROM, interactive:visit / a:xperience ISBN 3-902491-10-8.
- 2006: Der Dichter Deix – Gedichte, Bilder und Privates. Ueberreuter, Wien, ISBN 3-8000-7283-1.
- 2007: Arnold Schwarzenegger. Die nackte Wahrheit. Ueberreuter, Wien, ISBN 978-3-8000-7060-2.
- 2007: Manfred Deix zu Gast bei Das Blaue Sofa im Rahmen der Frankfurter Buchmesse.
- 2009: Der goldene Deix: Arbeiten von 2000 bis 2008. Ueberreuter, Wien, ISBN 978-3-8000-7411-2.
- 2009: Das ist Deix. ISBN 978-3-902407-05-4, Kultur Niederösterreich, Karikaturmuseum Krems.
- 2012: Für immer Deix. Ueberreuter, Wien, ISBN 978-3-8000-7561-4.
- 2013: Der heilige Deix. Ecowin, Salzburg ISBN 978-3-7110-0043-9.
- 2014: Neue Zeichnungen. Ueberreuter, Wien, ISBN 978-3-8000-7604-8.
- 2015: Tierwelt. Katzen & Co. Ueberreuter, Wien, ISBN 978-3-8000-7637-6.
- (posthume Veröffentlichung) 2018: Forever Deix – Der Jubelband, herausgegeben von Marietta Deix, Ueberreuter, Wien, ISBN 978-3-8000-7717-5

Ab 1977 veröffentlichte Deix außerdem Zeichnungen (auch Titelblätter) und andere Werke in den Magazinen Titanic, Stern, Spiegel, profil, news und Extrablatt.

## Film
- Peter Hajek: Küß die Hand, Österreich – Manfred Deix und seine Bilder. 45-minütiges TV-Filmporträt für ORF und ZDF (1987).
- Das ist Deix. Der „Zerr“bild-Zeichner. Künstlerporträt, Österreich, 2009, 43:50 Min., Buch und Regie: Günther Löffelmann, Produktion: ORF, Inhaltsangabe von alpha.
- Rotzbub, österreichisch-deutscher Animationsfilm von Marcus H. Rosenmüller und Santiago López Jover (2021)